# تفاعل داخل الجزيء
في الكيمياء، يصف مصطلح داخل الجزيء العمليات أو الخصائص الكيميائية المحصورة داخل بنية الجزيء نفسه.

## أمثلة
- حدوث تفاعل انتقال هيدريد داخل الجزيء، أي انتقال أيون الهيدريد من جزء ضمن الجزيء إلى جزء آخر.
- تشكل رابطة هيدروجينية داخل الجزيء نفسه، وذلك بين مجموعتين وظيفيتين ضمن نفس الجزيء.

تحدث التفاعلات العضوية داخل الجزيء عند وجود مجموعات وظيفية نشيطة ضمن جزيء واحد، وعند توفر شروط مناسبة تؤدي إلى حدوث تفاعل كيميائي فيما بين تلك الوحدات. يعود ذلك الأمر إلى وجود تلك المواقع الكيميائية بتراكيز مرتفعة ضمن مكان محصور، بحيث أن احتمالية التفاعل فيما بينها داخل الجزيء أعلى من وقوع تفاعل بين الجزيئات المجاورة.
من أمثلة التفاعلات العضوية داخل الجزيء كل من إعادة ترتيب سمايلز وتكاثف ديكمان واصطناع ماديلونغ.

## اقرأ أيضاً
- قوة داخل الجزيء
- قوة بين جزيئية